# Delena
Delena là một chi nhện trong họ Sparassidae.

## Các loài
- Delena cancerides Walckenaer, 1837 (type) – Australia, Tasmania, New Zealand
- Delena convexa (Hirst, 1991) – Australia (Western Australia)
- Delena craboides Walckenaer, 1837 – Australia
- Delena gloriosa (Rainbow, 1917) – Australia (South Australia)
- Delena kosciuskoensis (Hirst, 1991) – Australia (New South Wales)
- Delena lapidicola (Hirst, 1991) – Australia (Western Australia)
- Delena loftiensis (Hirst, 1991) – Australia (South Australia)
- Delena melanochelis (Strand, 1913) – Australia (Victoria)
- Delena nigrifrons (Simon, 1908) – Australia (Western Australia)
- Delena spenceri (Hogg, 1903) – Australia (Tasmania, King Is.)
- Delena tasmaniensis (Hirst, 1991) – Australia (Tasmania)

## Hình ảnh

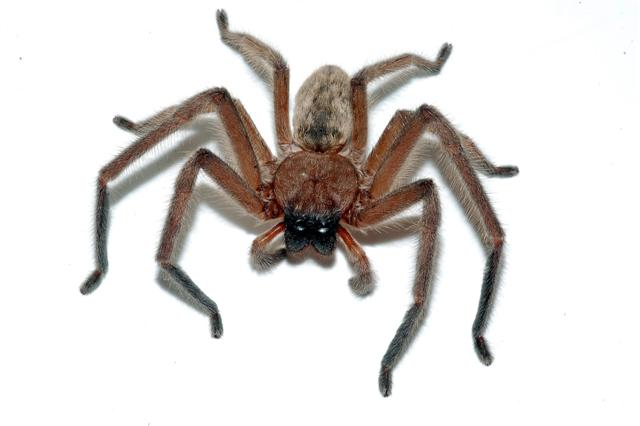